# Спаське (Іглінський район)
Спа́ське (рос. Спасское, башк. Спасский) — присілок у складі Іглінського району Башкортостану, Росія. Входить до складу Тавтімановської сільської ради.
Населення — 22 особи (2010; 11 в 2002).
Національний склад:
- росіяни — 82 %